# Вестфаленхален
Westfalenhallen Dortmund — выставочный, конференц-центр и спортивный центр расположенный на улице Rheinlanddamm в Дортмунде. Под руководством материнской компании Westfalenhallen Dortmund GmbH работает в общей сложности три дочерние компании: Messe Westfalenhallen Dortmund GmbH, KHC Westfalenhallen GmbH и Veranstaltungszentrum Westfalenhallen GmbH. Единственным акционером Westfalenhallen Dortmund GmbH является город Дортмунд. Годовой оборот компании составляет от 40 до 50 миллионов евро.
Westfalenhallen составляет в общей сложности девять залов с общей площадью около 60 000 квадратных метров. Самым известным является перечисленных Westfalenhalle 1. Это одна из самых традиционных арен в Германии. Комплекс также включает выставочный центр Westfalenhallen Dortmund, конференц-центр Westfalenhallen и Mercure Hotel Messe & Congress Westfalenhallen.
Посещаемость Westfalenhallen составляет около 1,5 миллиона человек ежегодно. 100-миллионный посетитель был в 2009 году.

## Выставки Westfalenhallen Dortmund GmbH

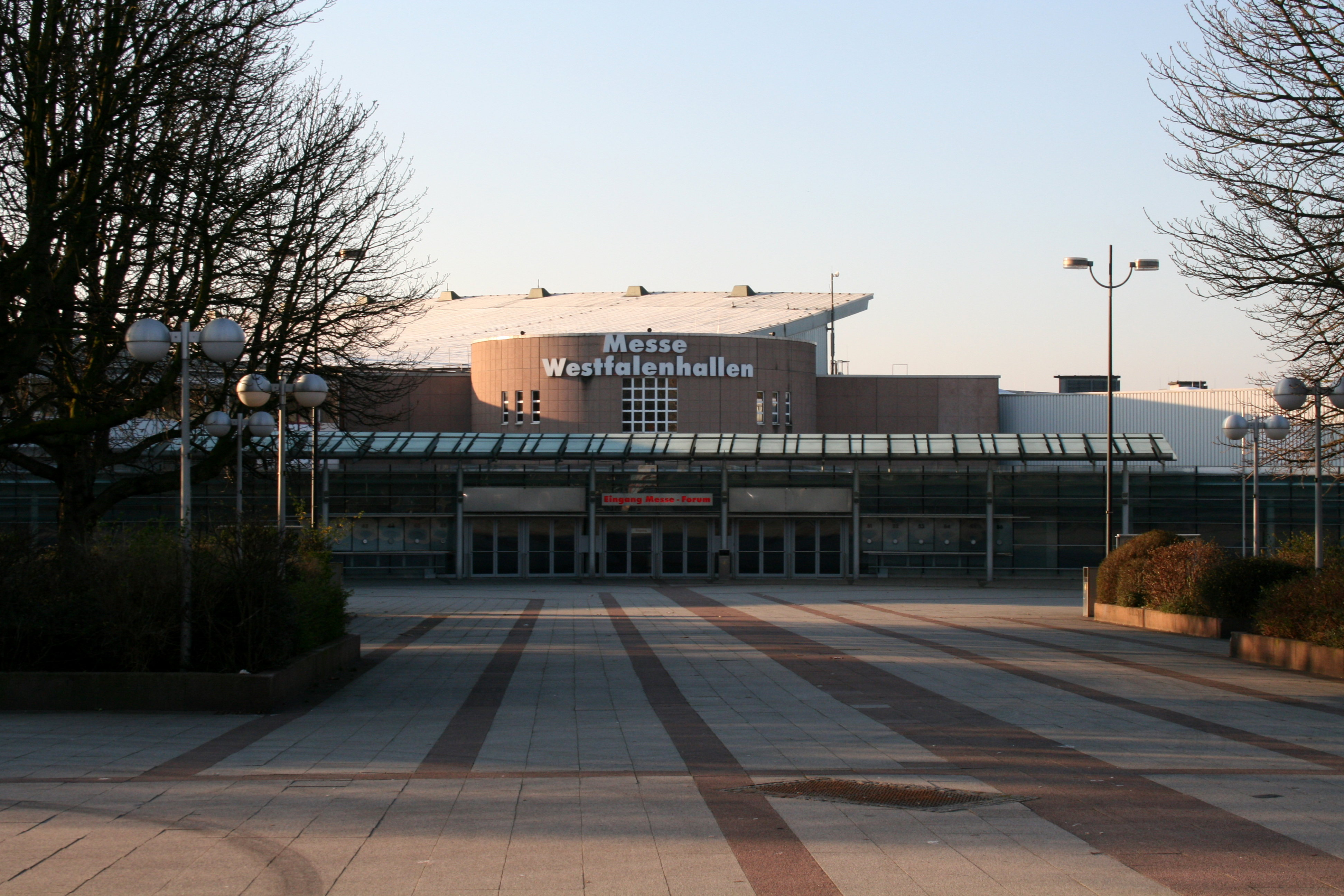
Вход в выставочный центр Westfalenhallen

Более 8000 экспонатов ежегодно участвуют в около 35 выставках. Выставочный центр Westfalenhallen Dortmund GmbH организует европейские и мировые торговые ярмарки, такие как: Jagd & Hund, Creativa, Intermodellbau и Intertabac.
В конце 2014 года компании Messegesellschaft и BEST OF EVENTS купили помещение для выставки Leitmesse der Eventwirtschaft. Это компактный зал, площадью 300 × 750 м. Располагается в 200 метрах от главного входа.

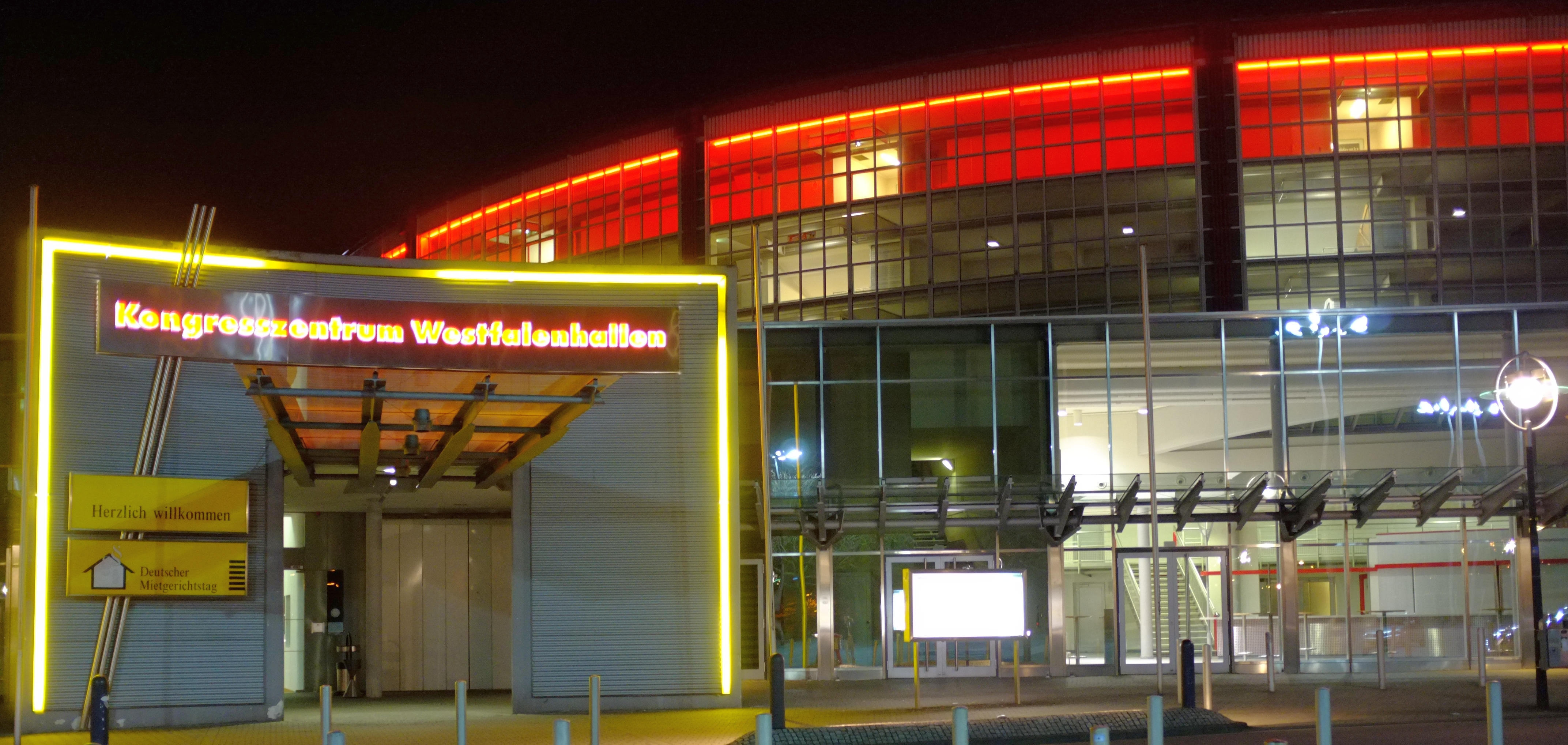
Зал в ночное время

Для Выставочного центра Westfalenhallen Dortmund GmbH принадлежит 9 оборудованных кондиционерами залов с размерами 1000-10600 квадратных метров. Последний зал Westfalenhalle 3B, был открыт весной 2005 года с площадью 10600 квадратных метров. В целом, выставочный центр Westfalenhallen имеет выставочную площадь около 60000 м². Таким образом, Дортмунд имеет торгово-выставочный комплекс в диапазоне средних размеров.
Среди национально значимых выставок проводимых здесь:
Publikumsmessen
- Jagd & Hund
- Motorräder
- Creativa
- Hund & Heimtier
- Intermodellbau
- Dortmunder Herbst
- FAIR TRADE & FRIENDS
- Hund & Pferd

Fachmessen
- Brille & Co
- Best of Events International (*)
- Wäsche und mehr
- easyFairs Schüttgut + weitere easy Fairs-Messen
- elektrotechnik
- InterTabac / InterSupply
- DKM – Internationale Fachmesse für die Finanz- und Versicherungswirtschaft
- DIE INITIALE

## KHC Westfalenhallen GmbH

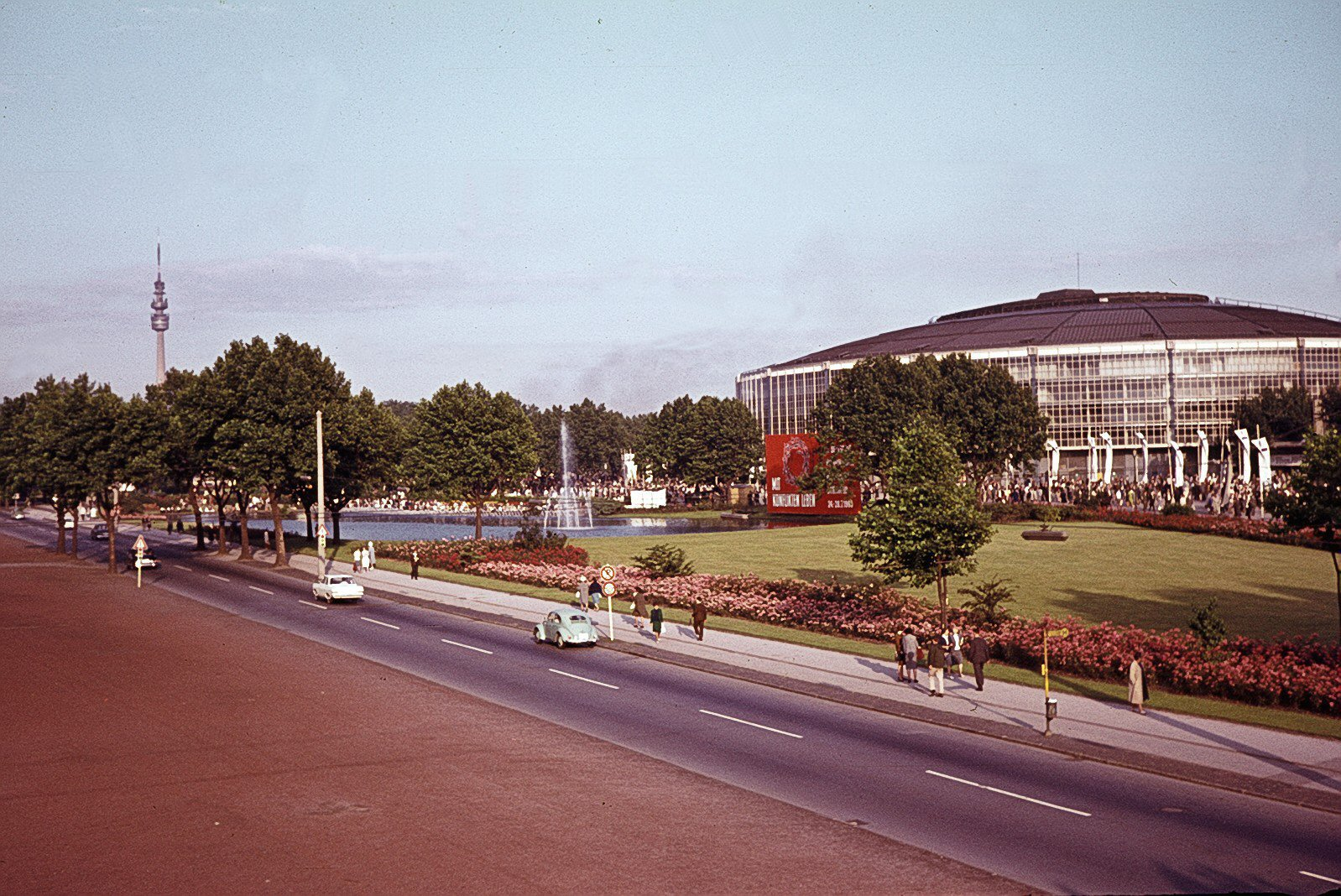
Westfalenhalle в 1963

KHC означает "Конференц-центр - Отель - гостиница", имея в виду три основных направления деятельности компании. KHC Westfalenhallen GmbH работает рядом с Mercure Hotel Dortmund Messe & Kongress Westfalenhallen и Kongresszentrum Westfalenhallen и также Restaurant Rosenterrassen и внешних площадок:  ресторан „lokalmanufaktur“ в городском зале Дортмунда и столовая и конференц-зал в аэропорту Дортмунда. Под маркой "мануфактура общественного питания (cateringmanufaktur)" компания предлагает высококачественное питание, кулинарные события и кулинарные мастер-классы.

## Конференц-центр
Конференц-центр Westfalenhallen состоит из 30 комнат и залов, где проходят конференции и встречи численностью от 10 до 10 тысяч участников. Ежегодно проходит в конференц-центре около 1000 мероприятий. Кроме того, конференц-центр имеет помещение в аэропорту Дортмунда.
Легендарный Золотой зал имеет долгую знаменитую историю. Здесь 28 июля 1962 года в Золотом зале произошло одно из событии истории бундеслиги.
В 2015 конференц-центр был модернизирован.

## Спортивный центр Westfalenhallen GmbH

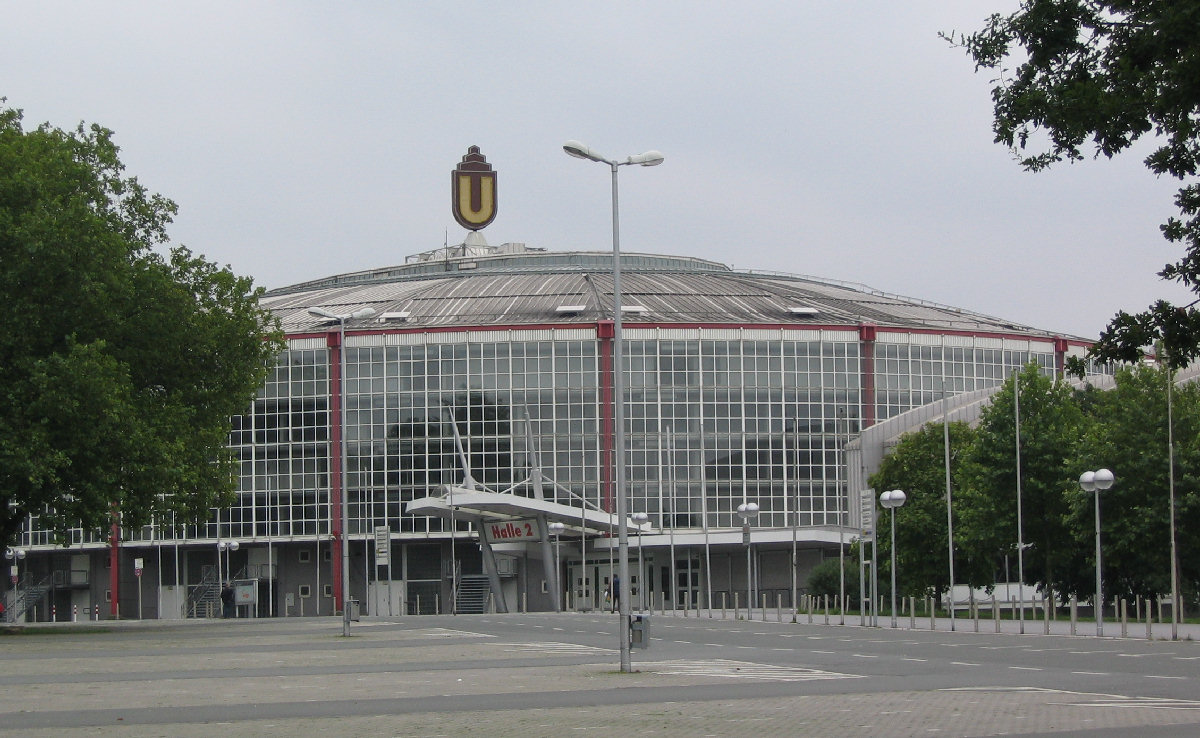
Westfalenhalle 1 и вход в Westfalenhalle 2

В главном здании Westfalenhallen расположены площадки Westfalenhallen 1-3. Флагманом группы является Westfalenhallen 1 с вместимостью 15400 человек. Он является памятником архитектуры и является одним из самых традиционных залов в Германии. Существующее здание реконструировано в 1952 году, а прежнее здание было открыто ещё 1925 году. В Westfalenhalle 1, было проведено более 30 чемпионатов мира и 50 чемпионатов Европы. Статистика концертов спортивного центра Westfalenhallen GmbH включает имена более 1000 знаменитостей. Некоторые звезды, как Крис де Бург и Вестернхаген, выступавшие с концертом в Westfalenhalle даже совершили прорыв на пути к суперзвездам.
В 1981 году Westfalenhallen, наряду с Los Angeles Memorial Sports Arena, Эрлс Корт (Лондон) и Нассау Ветеранз Мемориал Колизеум (Нью-Йорк), была ареной для концертного тура The Wall группы Pink Floyd .
Из множества известных исполнителей концертные записи были выпущены после выступления в большом Westfalenhalle на CD или DVD, в том числе таких звезд, как Боб Марли, Iron Maiden и Джо Кокер. В 2011 году объем зала был увеличен. Среди прочего в настоящее время в зале имеются 5,500 стоячих мест для жизнерадостной атмосферы на рок-концертах.

### Регулярные события
- ADAC Super-Cross
- Night of the Proms
- Mayday
- Syndicate Festival
- Holiday on Ice

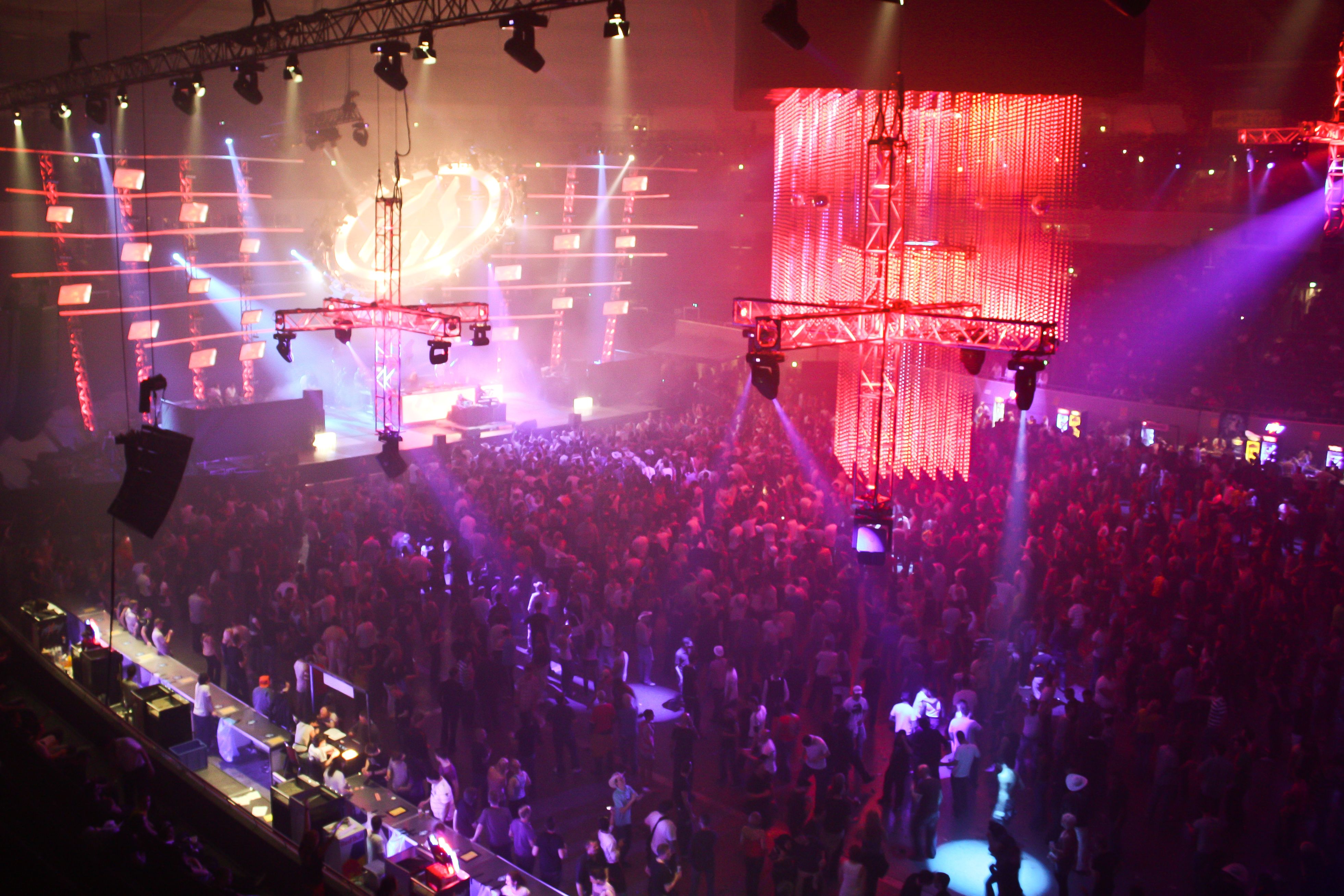
Mayday 2009

- Международный Конный турнир Signal Iduna Cup

## Чемпионаты мира
- 1952: Чемпионат мира по фигурному катанию на роликовых коньках
- 1955: Чемпионат мира по хоккею с шайбой 1955
- 1959: Чемпионат мира по настольному теннису
- 1961: Чемпионат мира по гандболу среди мужчин 1961
- 1964: Чемпионат мира по фигурному катанию 1964
- 1965: Чемпионат мира по гандболу среди женщин 1965
- 1966: Чемпионат мира по спортивной гимнастике 1966
- 1975: Чемпионат мира по хоккею с шайбой 1975
- 1980: Чемпионат мира по фигурному катанию 1980
- 1982: Чемпионат мира по гандболу среди мужчин 1982
- 1983: Чемпионат мира по хоккею с шайбой 1983
- 1983: Чемпионат мира для профессионалов по латиноамериканским танцам
- 1984: 4. Чемпионат мира по скейтборду
- 1985: Чемпионат мира для профессионалов по танцам
- 1988: Чемпионат мира для профессионалов по латиноамериканским танцам
- 1989:Чемпионат мира по настольному теннису
- 1990: Чемпионат мира для профессионалов по танцам
- 1992: Чемпионат мира для профессионалов по танцам
- 1993: Чемпионат мира по хоккею с шайбой 1994
- 1994: Чемпионат мира для профессионалов по латиноамериканским танцам
- 1994: Чемпионат мира по боксу в полутяжелом весе: Маске, Генри/Германия – Эрнесто Магдалено/США и Генри Маске/Германия – Андреа Маги/Италия
- 1994: Чемпионат мира по спортивной гимнастике среди команд 1994
- 1995: Чемпионат мира по боксу в полутяжелом весе: Генри Маске/Германия – Graciano Rocchigiani/Германия
- 1996: Чемпионат мира по боксу в полутяжелом весе: Генри Маске/Германия – Дюран Вильямс/США
- 1996: Чемпионат мира для профессионалов по танцам
- 1998: Чемпионат мира для профессионалов по танцам
- 1999: Чемпионат мира по скейтборду
- 2000: Чемпионат мира для профессионалов по латиноамериканским танцам
- 2000: 20. Чемпионат мира по скейтборду
- 2002: 21. Чемпионат мира по скейтборду
- 2003: 22. Чемпионат мира по скейтборду
- 2004: 23. Чемпионат мира по скейтборду
- 2004: Чемпионат мира по фигурному катанию 2004
- 2005: 14. ITF – Тхэквондо Чемпионат мира
- 2006: 11. FIRA RoboWorld Cup
- 2007: Чемпионат мира по гандболу среди мужчин 2007
- 2012: Чемпионат мира по настольному теннису

## Чемпионаты Европы
- 1955: Чемпионат Европы по боксу в полутяжелом весе: Gerhard Hecht и Willi Hoepner.
- 1956: Чемпионат Европы по велоспорту
- 1966: Европейские легкоатлетические игры в помещении 1966
- 2011: Чемпионат Европы по борьбе 2011

## Размеры залов
| Зал               | Размер    |
| Westfalenhalle 1  | 4.700 m²  |
| Westfalenhalle 2  | 1.800 m²  |
| Westfalenhalle 2N | 970 m²    |
| Westfalenhalle 2U | 1.000 m²  |
| Westfalenhalle 3A | 1.730 m²  |
| Westfalenhalle 3B | 10.600 m² |
| Westfalenhalle 4  | 8.300 m²  |
| Westfalenhalle 5  | 5.100 m²  |
| Westfalenhalle 6  | 7.200 m²  |
| Westfalenhalle 7  | 6.000 m²  |
| Westfalenhalle 8  | 5.500 m²  |